# Ардеј е Монфоксел
Ардеј е Монфоксел (фр. Ardeuil-et-Montfauxelles) насеље је и општина у североисточној Француској у региону Шампања-Ардени, у департману Ардени која припада префектури Vouziers.
По подацима из 2011. године у општини је живело 84 становника, а густина насељености је износила 19,63 становника/km². Општина се простире на површини од 4,28 km². Налази се на средњој надморској висини од 120 метара.

## Демографија
| 1962. | 1968. | 1975. | 1982. | 1990. | 1999. | 2011. |
| ----- | ----- | ----- | ----- | ----- | ----- | ----- |
| 97    | 120   | 91    | 89    | 91    | 76    | 84    |

График промене броја становника у току последњих година